# Globiceps salicicola
Globiceps salicicola är en insektsart som beskrevs av Reuter 1880. Globiceps salicicola ingår i släktet Globiceps, och familjen ängsskinnbaggar. Arten är reproducerande i Sverige.